# Mohammed Ali Karim
Mohammed Ali Karim (arabe : محمد علي كريم) (né le 25 juin 1986 en Irak) est un footballeur international irakien, qui évolue au poste de défenseur.

## Biographie

### Carrière en sélection
Avec l'équipe d'Irak, il joue 24 matchs officiels (pour aucun but) entre 2007 et 2011. 
Il figure dans le groupe des sélectionnés lors de la coupe d'Asie des nations de 2011, où son équipe atteint les quarts de finale.
Il participe également à la coupe des confédérations de 2009.